# Westfalenlied

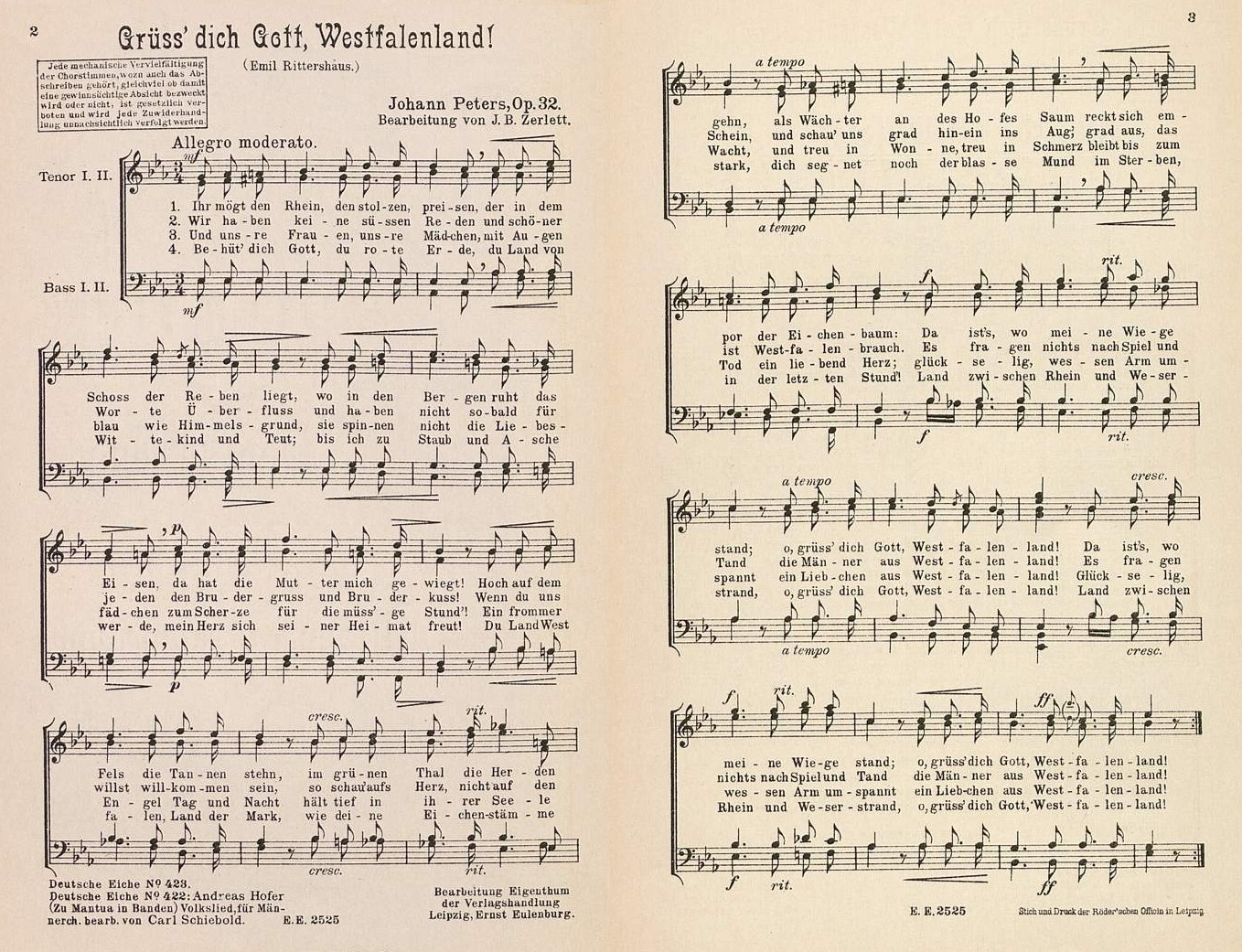
Westfalenlied, Bearbeitung für Männerchor (um 1900)

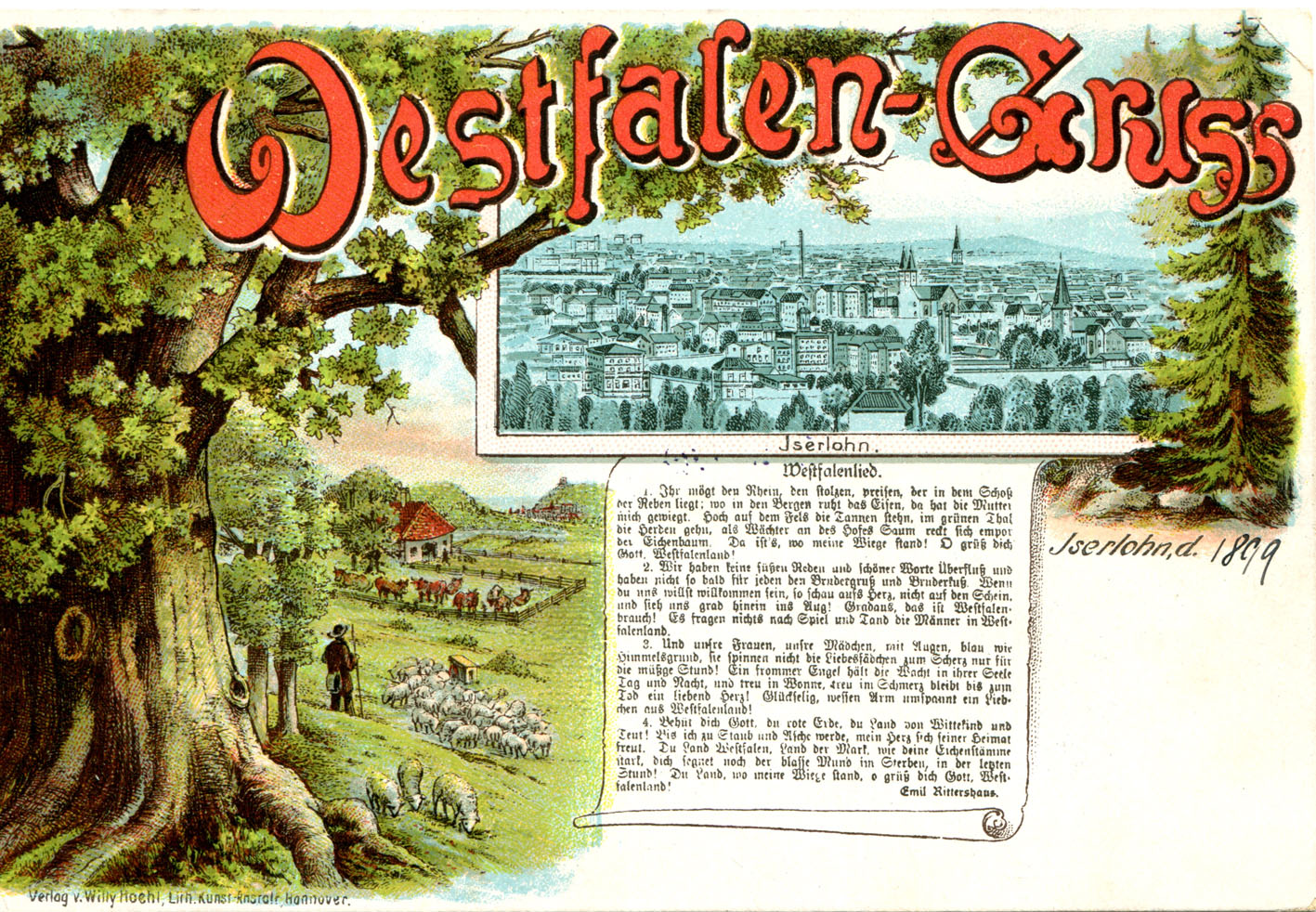
„Westfalen-Gruss“ mit einer Vedute von Iserlohn und den vier Strophen des Westfalen-Liedes; lithographierte Ansichtskarte von Willy Hoehl, um 1898

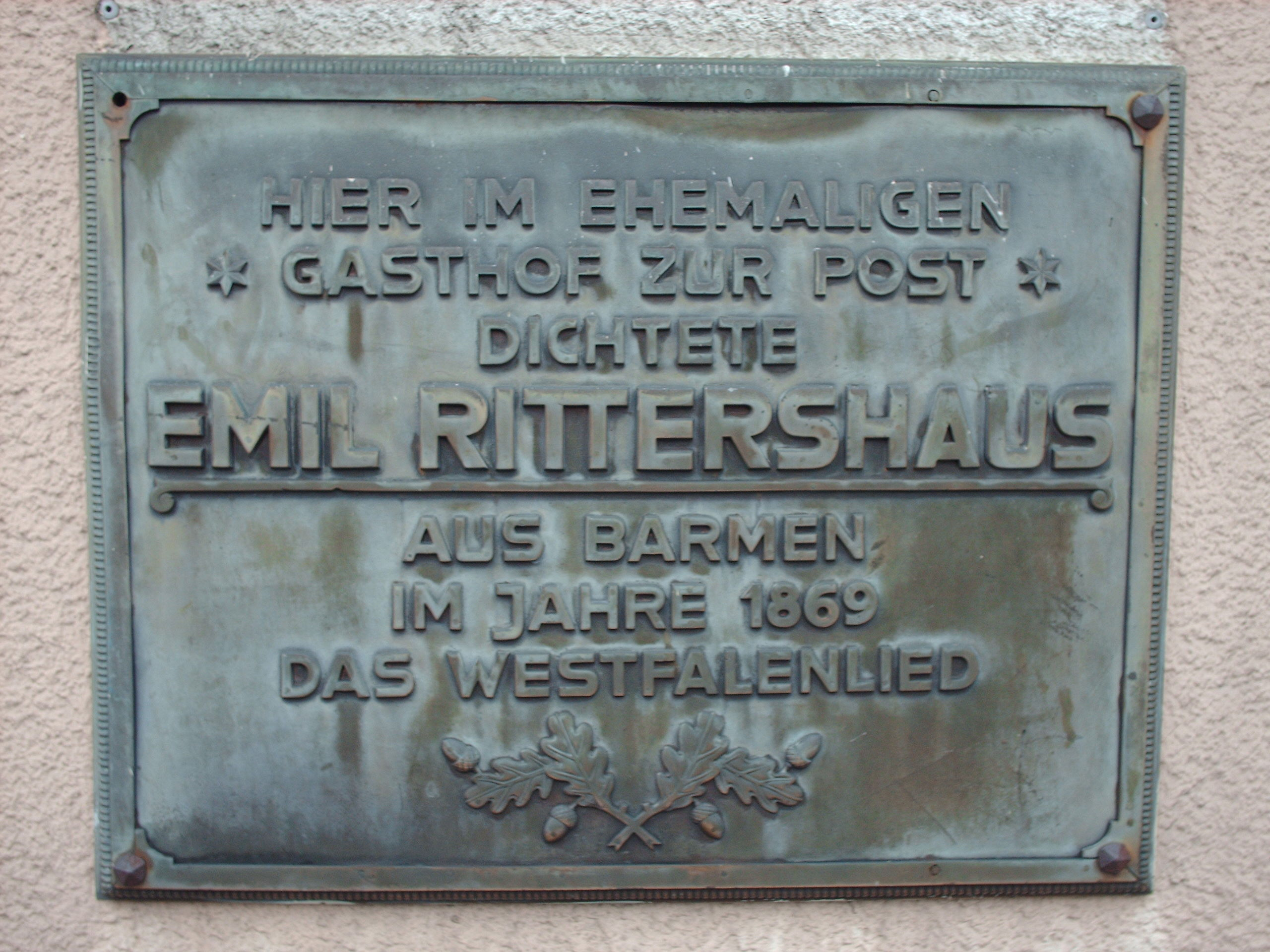
Gedenktafel in Iserlohn, Theodor-Heuss-Ring

Das 1868 entstandene Westfalenlied soll Hymne und Identifikation der westfälischen Kultur sein, es soll die Bewohner Westfalens in den verschiedenen Einzelregionen und deren Charakter beschreiben.
Verfasst wurde dieser Text von dem Kaufmann, Lyriker und Rezitator Emil Rittershaus (1834–1897) während eines Aufenthaltes in Iserlohn. Eine Gedenktafel am Standort des damaligen Gasthofs zur Post am Theodor-Heuss-Ring in der Iserlohner Innenstadt erinnert daran. Erstmals veröffentlicht wurde die bekannteste Version im Wochenblatt für den Wahlkreis Iserlohn-Altena im April 1869. Im Jahr 1871 erschien der Text unter dem Titel Lied des Westfalen in dem Buch Neue Gedichte von Emil Rittershaus.
Die wohl bekannteste Vertonungⓘ entstand zur selben Zeit und stammt von Peter Johann Peters (1820–1870).
Neben der Rittershaus-Version existieren noch weitere und ähnlich aufgebaute Texte anderer Autoren, die ebenfalls den Titel „Westfalenlied“ tragen, jedoch weitaus weniger bekannt sind.

## Der Liedtext

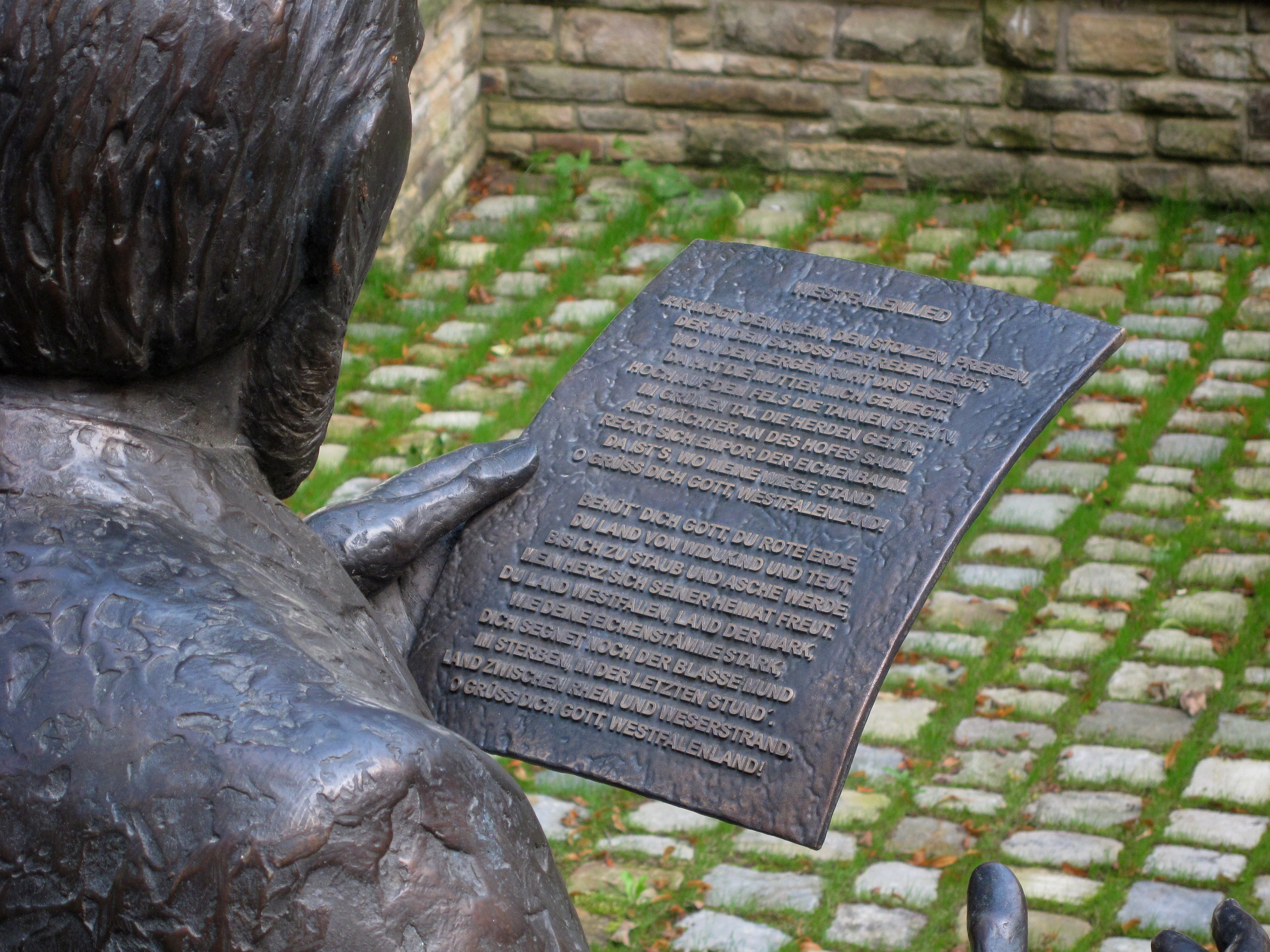
Skulpturendetail der Rittershaus-Gedenkstätte in Menden-Bertingloh

Lied des Westfalen
Ihr mögt den Rhein, den stolzen, preisen,
Der in dem Schooß der Reben liegt,
Wo in den Bergen ruht das Eisen,
Da hat die Mutter mich gewiegt.
Hoch auf dem Fels die Tannen steh’n,
Im grünen Thal die Heerden geh’n,
Als Wächter an des Hofes Saum
Reckt sich empor der Eichenbaum.
Da ist’s, wo meine Wiege stand!
O, grüß’ dich Gott, Westfalenland!
Wir haben keine süßen Reden
Und schöner Worte Ueberfluß
Und haben nicht so bald für Jeden
Den Brudergruß und Bruderkuß.
Wenn Du uns willst willkommen sein,
So schau’ auf’s Herz, nicht auf den Schein,
Und sieh’ uns grad hinein in’s Aug’!
Gradaus, das ist Westfalenbrauch!
Es fragen nichts nach Spiel und Tand
Die Männer in Westfalenland.
Und unsre Frauen, unsre Mädchen
Mit Augen, blau wie Himmelsgrund,
Sie spinnen nicht die Liebesfädchen
Zum Scherz nur für die müß’ge Stund’!
Ein frommer Engel hält die Wacht
In ihrer Seele Tag und Nacht,
Und treu in Wonne, treu in Schmerz
Bleibt bis zum Tod ein liebend’ Herz!
Glückselig, wessen Arm umspannt
Ein Liebchen aus Westfalenland!
Behüt’ dich Gott, du rothe Erde,
Du Land von Wittekind und Teut!
Bis ich zu Staub und Asche werde,
Mein Herz sich seiner Heimath freut.
Du Land Westfalen, Land der Mark,
Wie deine Eichenstämme stark,
Dich segnet noch der blasse Mund
Im Sterben, in der letzten Stund’!
Du Land, wo meine Wiege stand,
O, grüß’ dich Gott, Westfalenland!